# Valeria Smirnova
Valeria Smirnova (* 4. Oktober 2006 in Tallinn) ist eine estnische Leichtathletin, die sich auf den Hochsprung spezialisiert hat.

## Sportliche Laufbahn
Erste internationale Erfahrungen sammelte Valeria Smirnova im Jahr 2021, als sie beim Europäischen Olympischen Jugendfestival (EYOF) in Banská Bystrica mit übersprungenen 1,65 m den elften Platz belegte. Im Jahr darauf gewann sie dann beim EYOF in Maribor mit neuer Bestleistung von 1,83 m die Silbermedaille. 2024 verpasste sie bei den U20-Weltmeisterschaften in Lima mit 1,80 m den Finaleinzug und im Jahr darauf belegte sie bei den U20-Europameisterschaften in Tampere mit 1,80 m den sechsten Platz. 
2023 wurde Smirnova estnische Hallenmeisterin im Hochsprung.